# Magnus Ramsfjell
Magnus Ramsfjell (Tønsberg, 19 de julio de 1997) es un deportista noruego que compite en curling.
Ganó una medalla de bronce en el Campeonato Europeo de Curling Masculino de 2024.
Es hijo del jugador de curling Eigil Ramsfjell, sobrino de Bent Ramsfjell, y su hermana Maia y su primo Bendik compiten en el mismo deporte.

## Palmarés internacional
| Campeonato Europeo | Campeonato Europeo | Campeonato Europeo | Campeonato Europeo |
| Año                | Lugar              | Medalla            | Prueba             |
| ------------------ | ------------------ | ------------------ | ------------------ |
| 2024               | Lohja (Finlandia)  | Medalla de bronce  | Equipo             |